# Scream 3 (саундтрек)
«Scream 3: The Album» и «Scream 3: Music From The Dimension Motion Picture» — официальные музыкальные альбомы 2000 года, содержащие музыку из фильма «Крик 3».

## Саундтрек
Официальный альбом «Scream 3: The Album» с музыкой из фильма поступил в продажу 25 января 2000 года, изданием занимался лейбл «Wind-up Records». В альбом попало 18 композиций, в основном представляющих музыкальный жанр heavy metal такими исполнителями, как «System of a Down» и «Powerman 5000». Не все композиции с альбома звучали в самом фильме. Продажи альбома показали куда лучшие результаты, чем саундтрек ко второму фильму. Кроме того, альбом провёл 14 недель в чате «Billboard 200», заняв #32 позицию, а сайт AllMusic присвоил альбому 2.5 балла из 5. Обозреватель Стив Хью отметил, что «альбом собрал лучших исполнителей жанра», что делает его весьма «сносным и пригодным для прослушивания».
Клип на песню «What If» группы «Creed» отображает события фильма — видео также появилось в качестве бонусов к DVD-изданию картины. Кроме того, в клипе появляется Дэвид Аркетт.
23 февраля 2000 года альбому присвоен статус «золотой», так как его продажи превысили 500 тысяч экземпляров.
1. Creed — «What If»
2. Slipknot — «Wait & Bleed»
3. Finger Eleven — «Suffocate»
4. System Of A Down — «Spiders»
5. American Pearl[англ.] — «Automatic»
6. Sevendust — «Fall»
7. Godsmack — «Time Bomb»
8. Coal Chamber — «Tyler’s Song»
9. Static-X — «So Real»
10. Incubus — «Crowded Elevator»
11. Dope — «Debonaire»
12. Fuel[англ.] — «Sunburn»
13. Powerman 5000 — «Get On, Get Off»
14. Full Devil Jacket[англ.] — «Wanna' Be Martyr»
15. Orgy — «Dissention»
16. Staind — «Crawl»
17. Ear2000 — «Click Click»
18. Creed — «Is This The End»

Кроме того, в фильме звучала песня «Red Right Hand» в исполнении Nick Cave & The Bad Seeds — композиция появляется во всех трёх частях оригинальной трилогии. Интересно, что Ник Кейв написал «сиквел» песни для фильма, которая звучит в финальных титрах картины. Композиция появляется на коллекционном издании альбома «B-Sides & Rarities», а Марко Белтрами позаимствовал мелодию для одной из своих музыкальных тем.

## Инструментальная музыка
Официальный альбом «Scream 3: Music From The Dimension Motion Picture» с музыкой из фильма поступил в продажу 29 февраля 2000 года, изданием занимался лейбл «Varese Sarabande». В альбом попало 20 композиций, вновь написанных композитором трилогии, Марко Белтрами.
| №                   | Название                | Автор Исполнитель   | Длительность |
| ------------------- | ----------------------- | ------------------- | ------------ |
| 1.                  | «Here We Go Again»      | Марко Белтрами      | 0:44         |
| 2.                  | «Cotton Gets Picked»    | Марко Белтрами      | 2:19         |
| 3.                  | «Dopplegailer»          | Марко Белтрами      | 1:28         |
| 4.                  | «On The Set»            | Марко Белтрами      | 0:51         |
| 5.                  | «Home, Sweet Home»      | Марко Белтрами      | 2:02         |
| 6.                  | «Coparing Photos»       | Марко Белтрами      | 1:23         |
| 7.                  | «Mother's Watching»     | Марко Белтрами      | 1:51         |
| 8.                  | «Dewey Mobile»          | Марко Белтрами      | 1:07         |
| 9.                  | «A The Station»         | Марко Белтрами      | 3:14         |
| 10.                 | «Ghost Attacks»         | Марко Белтрами      | 3:22         |
| 11.                 | «The Fall Girl»         | Марко Белтрами      | 0:47         |
| 12.                 | «Roman Around»          | Марко Белтрами      | 0:50         |
| 13.                 | «All In The Family»     | Марко Белтрами      | 0:37         |
| 14.                 | «Pied A Terror»         | Марко Белтрами      | 1:47         |
| 15.                 | «Sunset Pictures»       | Марко Белтрами      | 1:46         |
| 16.                 | «Last Call»             | Марко Белтрами      | 3:20         |
| 17.                 | «Gail Force»            | Марко Белтрами      | 0:50         |
| 18.                 | «Stone Cold»            | Марко Белтрами      | 0:32         |
| 19.                 | «Sid Wears A Dress»     | Марко Белтрами      | 2:50         |
| 20.                 | «Sid's Theme (Reprise)» | Марко Белтрами      | 0:49         |
| Общая длительность: | Общая длительность:     | Общая длительность: | 32:43        |